# Cheumatopsyche arizonensis
Cheumatopsyche arizonensis là một loài Trichoptera trong họ Hydropsychidae. Chúng phân bố ở miền Tân bắc.